# Saniona
Saniona är ett biofarmaceutiskt företag i klinisk fas som är ledande inom modulering av jonkanaler för behandling av epilepsi och andra neurologiska sjukdomar. Sanionas epilepsipipeline inkluderar SAN711, en fas 2-redo läkemedelskandidat som riktar sig mot absenser, SAN2219 för akuta repetitiva anfall och SAN2355, som behandlar refraktära fokala anfall. Utöver epilepsi har Saniona fyra kliniska program som är redo för samarbeten. Tesofensin, Sanionas längst framskridna kandidat, framskrider mot regulatorisk godkännande för fetma i Mexiko genom ett partnerskap med Medix. Tesomet™ är redo för fas 2b och riktar sig mot sällsynta ätstörningar, medan SAN903 är redo för fas 1 i inflammatorisk tarmsjukdom och SAN2465 är klar för preklinisk utveckling för svår depressiv sjukdom. Saniona har forskningssamarbeten med ansedda partners, inklusive Boehringer Ingelheim GmbH, Productos Medix, S.A de S.V, AstronauTx Limited och Cephagenix ApS. Saniona är baserat i Köpenhamn och aktien är noterad på Nasdaq Stockholm Main Market.